# Edward Rimkus
Edward Wiliam "Ed" Rimkus, född 10 augusti 1913 i Schenectady, död 17 maj 1999 i Long Beach, var en amerikansk bobåkare.
Rimkus blev olympisk guldmedaljör i fyrmansbob vid vinterspelen 1948 i Sankt Moritz.